# Pierre-Joseph-Marie Chaumonot
Pierre-Joseph-Marie Chaumonot, né le 9 mars 1611 à Sainte-Colombe-sur-Seine, Côte-d'Or (France)  et décédé le 21 février 1693 au Québec (Canada), était un prêtre jésuite français, missionnaire en Nouvelle-France (Canada) qui fut durant plus de cinquante ans missionnaire au Canada, parmi les Hurons, qui lui avaient donné le nom de Héchon.

## Biographie

### Jeunesse désordonnée
Chaumonot a une jeunesse tumultueuse. Placé vers 12 ans chez un oncle curé pour y étudier le latin, il vole de l’argent et, découvert, prend la fuite. Il erre et vagabonde sur la route de Dijon à Beaune, Lyon et Chambéry. Il vit d’expédients et de mendicité, fait des mauvaises rencontres et se disant « en pèlerinage vers Rome »  arrive malade et galeux à Loreto, en Italie, un important sanctuaire marial. 
À Loreto, dans la basilique de la Sainte-Famille de Nazareth, il se confie, désespéré, à la Vierge Marie. À sa sortie, il est pris en charge par un inconnu qui le guérit de la gale. Chaumonot y voit une réponse de la Vierge Marie à sa prière. Il commence son chemin de conversion. Il  travaille comme valet dans une ferme de Terni, une ville voisine. Il y rencontre un Jésuite qui, surpris de sa bonne connaissance du latin, l’invite à reprendre ses études au collège. Il se retrouve sur les bancs. Un sermon entendu sur la vie de saint François de Borgia l’émeut profondément et l’incite à faire un pas de plus. Il veut se faire religieux, mais doute que les Jésuites l’acceptent.

### Formation
Contrairement à son attente, il est reçu au noviciat des Jésuites de Florence. Il est ensuite transféré à Saint-André-du-Quirinal (le noviciat de Rome) le 18 mai 1632. Il a déjà 21 ans. Après ses premiers vœux (en 1634), il enseigne quelque temps à Loreto et étudie la philosophie au Collège Romain.
C’est là qu’il rencontre le père Antoine Poncet, un Jésuite français, sur le point de partir pour la Nouvelle-France. En 1637, ce dernier lui fait lire une lettre qu’il vient de recevoir de Jean de Brébeuf, missionnaire en Nouvelle-France : sans cacher la difficulté du travail missionnaire il y fait appel à des volontaires. Chaumonot se sent profondément interpellé et demande au supérieur général Mutio Vitelleschi d’être envoyé en Nouvelle-France. Il termine cependant ses études de théologie et fait un nouveau pèlerinage à Notre-Dame de Lorette où il décide d’adopter les noms de Joseph et Marie : il sera dès lors Chaumonot. Le 19 mars 1638, il est ordonné prêtre à Rome.

### Départ pour la Nouvelle-France
Après son ordination sacerdotale, il retourne en France. En route pour Rouen, où il fera son Troisième An, il passe par Châtillon-sur-Seine pour se réconcilier avec ses parents. Ce sera également un ‘à Dieu’, car de Dieppe il embarque le 4 mai 1639 pour l’Amérique en compagnie d’un autre jésuite, Barthélemy Vimont, et d’un groupe de religieuses ursulines partant fonder leur premier couvent en Nouvelle France (parmi elles : la bienheureuse Marie de l'Incarnation).
Arrivé à Québec le 1er août 1639, il est bientôt en route pour Trois-Rivières et le pays des Hurons, sa première mission. Le père Poncet l’accompagne. Ils s’installent et construisent une rudimentaire chapelle dans un endroit qui deviendra le poste important de Sainte-Marie-au-pays-des-Hurons. Chaumonot a une statuette de Notre-Dame de Lorette dans ses bagages : elle est installée dans la grange.

### Parmi les Hurons
Sans être un intellectuel il est curieux de nature : il observe les Hurons et leur manière de vivre. Ses lettres (dans les Relations des jésuites de Nouvelle-France) décrivent finement et avec sympathie le mode de vie, les rites religieux et la psychologie des Hurons.  Il étudie la langue, la grammaire, les règles de syntaxe, le vocabulaire, et rassemble un matériel qui sera de grande utilité pour ses compagnons et successeurs. Outre une grammaire de base, il a laissé des sermons en langue huronne.
Il est missionnaire près de la baie Georgienne (1639-1640), chez les Neutres au nord du lac Érié (1640-1641), encore chez les Hurons près de la baie Georgienne (1641-1650) et près de Québec (1650-1655).
Le travail est souvent difficile, car lorsqu’un malheur ou une épidémie s’abat sur le peuple des Hurons les "Robes Noires" sont accusés d’en être la cause. Ils sont menacés. Seule la protection de l’une ou l’autre personnalité huronne permet d’éviter le pire. De plus, ils sont souvent témoins impuissants de scènes de guerre brutales entre les Hurons et les Iroquois voisins (telles que la torture).
Le danger vient des Iroquois voisins qui, armés par les Hollandais, sont de plus en plus agressifs et sèment mort et désolation dans les villages hurons. Les missionnaires sont souvent témoins impuissants de scènes de torture raffinée et brutale. Le père Antoine Daniel est assassiné en 1648. Jean de Brébeuf et Gabriel Lallemant sont torturés à mort en mars 1649. Le village de Sainte-Marie, avec la résidence principale des missionnaires, est mis à feu en mai 1649. Les Hurons errent durant des mois dans la région des Lacs.

### Chez les Iroquois
En 1653, les Iroquois demandent la paix.  À la demande du gouverneur français, Chaumonot visite avec le père Claude Dablon la nation iroquoise (1655). Il y retrouve des prisonniers hurons chrétiens. Il acquiert un ascendant sur ce peuple au point d’être invité à parler à l’assemblée des cinq nations iroquoises : « Je ne viens pas échanger des fusils contre des peaux, mais parler du Tout-Puissant ».
Il œuvre trois ans auprès des Iroquois près du lac Ontario (1655-1658). La paix avec les Hurons reste fragile. Le 3 août 1657, des familles huronnes sont massacrées. En mai 1660, seuls trois Hurons reviennent de la bataille de Long-Sault : on pense que la nation huronne est quasi exterminée. Dans l’entre-temps, le vicariat apostolique de la Nouvelle-France est créé (1658) et son premier évêque, Mgr François de Laval, arrive le 16 juin 1659.

### À Québec
Le 2 juin 1662, Chaumonot est à Québec où il s’occupe des colons français. Avec Marguerite Bourgeoys, Madame d’Ailleboust et d’autres, il fonde en 1663, d’abord à Montréal ensuite à Québec, la confrérie de la Sainte-Famille pour le soutien des couples et des familles aussi bien auprès des français qu’auprès des Hurons.
Son cœur reste du côté des peuples indigènes : il est envoyé en mission officielle auprès des Iroquois en 1665, et il fonde une mission pour les Hurons à Sillery (Québec) en 1668. Cette première paroisse de Québec est dédiée en 1669 à Notre-Dame de Foy, car Chaumonot, qui toute sa vie a gardé une grande dévotion pour la Vierge Marie, a reçu d’un confrère jésuite belge, une statue venant du sanctuaire de Notre-Dame de Foy. Des choses extraordinaires se passent dans cette mission : des Iroquois s’y installent et vivent en bonne entente avec les Hurons.
Une seconde chapelle est construite et bénite le 4 novembre en 1674 à l'emplacement actuel de l'Ancienne-Lorette. Par reconnaissance envers la Sainte-Vierge, de laquelle il a reçu une insigne faveur au sanctuaire de Loreto il la dédie à Notre-Dame de Lorette et y place une statue de la Vierge Marie qu’on lui a envoyée de Loreto même. La chapelle attire bientôt de nombreux visiteurs car des faits de guérison quasi miraculeuse sont obtenues par l’intercession de Notre-Dame de Lorette.

### Dernières années
Chaumonot réside durant les 19 dernières années de sa vie à Notre-Dame de Lorette, enseignant la langue huronne aux jeunes jésuites, encourageant la dévotion à la Vierge Marie, visitant les malades, et (à partir de 1688) rédigeant - sur ordre de son supérieur - un récit de sa vie, en particulier sa conversion et la place de Notre-Dame de Lorette dans sa vie.
Le 20 mars 1688, il est invité à la cathédrale de Québec pour y célébrer solennellement ses 50 ans de sacerdoce : un fait rarissime au XVIIe siècle.
Il vit encore cinq ans et meurt le 21 février 1693 au collège jésuite de Québec où, malade et infirme, il avait été transporté quelques mois auparavant. Pierre Chaumonot a 82 ans, dont 54 furent passés au service des peuples indigènes d’Amérique du Nord.

### Hommages
En 1950, en reconnaissance de son œuvre de vie, les autorités toponymiques du Québec lui ont attribué un toponyme: "rivière Chaumonot", un affluent de la rivière Trenche, située au Nord de la ville de La Tuque.
Une rue a été nommée en son honneur dans la ville de Sainte-Foy  au Québec en 1994, maintenant présente dans la ville de Québec.

## Œuvre
- La Vie du R.P. Pierre Joseph Marie Chaumonot de la Compagnie de Jésus, France, écrite par lui-même par ordre de son supérieur l'an 1688, New York, 1858.